# Roma Maxima 2013
La Roma Maxima 2013 è stata la settantacinquesima edizione dello storico Giro del Lazio, la prima disputata sotto questa nuova denominazione. Valida come evento dell'UCI Europe Tour 2013 categoria 1.1, si svolse il 3 marzo 2013 su un percorso di 180 km. Fu vinta dal francese Blel Kadri che giunse al traguardo con il tempo di 4h26'27", alla media di 40,53 km/h.
Al traguardo 117 ciclisti portarono a termine il percorso.

## Squadre e corridori partecipanti
| N.    | Cod. | Squadra                      |
| ----- | ---- | ---------------------------- |
| 1-8   | ALM  | AG2R La Mondiale             |
| 11-18 | AND  | Androni Giocattoli-Venezuela |
| 21-28 | AST  | Astana Pro Team              |
| 31-38 | BAR  | Bardiani Valvole-CSF Inox    |
| 41-48 | BMC  | BMC Racing Team              |
| 51-58 | CJR  | Caja Rural                   |
| 61-68 | CAN  | Cannondale Pro Cycling       |
| 71-78 | COL  | Colombia                     |

| N.      | Cod. | Squadra                   |
| ------- | ---- | ------------------------- |
| 81-88   | CRE  | Crelan-Euphony            |
| 91-98   | IAM  | IAM Cycling               |
| 101-108 | KAT  | Katusha Team              |
| 111-118 | LAM  | Lampre-Merida             |
| 121-128 | MOV  | Movistar Team             |
| 131-138 | ARG  | Team Argos-Shimano        |
| 141-148 | VCD  | Vacansoleil-DCM           |
| 151-158 | VIN  | Vini Fantini-Selle Italia |

## Ordine d'arrivo (Top 10)
| Pos. | Corridore         | Squadra        | Tempo    |
| ---- | ----------------- | -------------- | -------- |
| 1    | Blel Kadri        | AG2R La Mond.  | 4h26'27" |
| 2    | Filippo Pozzato   | Lampre-Merida  | a 37"    |
| 3    | Grega Bole        | Vacansoleil    | s.t.     |
| 4    | Enrico Barbin     | Bardiani Valv. | s.t.     |
| 5    | Simone Ponzi      | Astana         | s.t.     |
| 6    | Leonardo Duque    | Colombia       | s.t.     |
| 7    | Giovanni Visconti | Movistar Team  | s.t.     |
| 8    | Simon Geschke     | Argos-Shimano  | s.t.     |
| 9    | Sergej Lagutin    | Vacansoleil    | s.t.     |
| 10   | Sergej Černeckij  | Katusha Team   | s.t.     |